# Silver City Airways
Silver City Airways war eine britische Fluggesellschaft, die ihre Maschinen primär im Fährflugverkehr zum Transport von Personenkraftwagen über den Ärmelkanal eingesetzt hat. Daneben führte sie zivile und militärische Charteraufträge sowie ab Sommer 1957 über eine in Newcastle ansässige Firmensparte auch reguläre Passagierbeförderungen auf internationalen Linienflügen durch. Das Unternehmen wurde zum Jahresende 1962 mit der ebenfalls im Fährverkehr tätigen Channel Air Bridge fusioniert, woraus die Fluggesellschaft British United Air Ferries hervorging.

## Geschichte

### 1940er Jahre

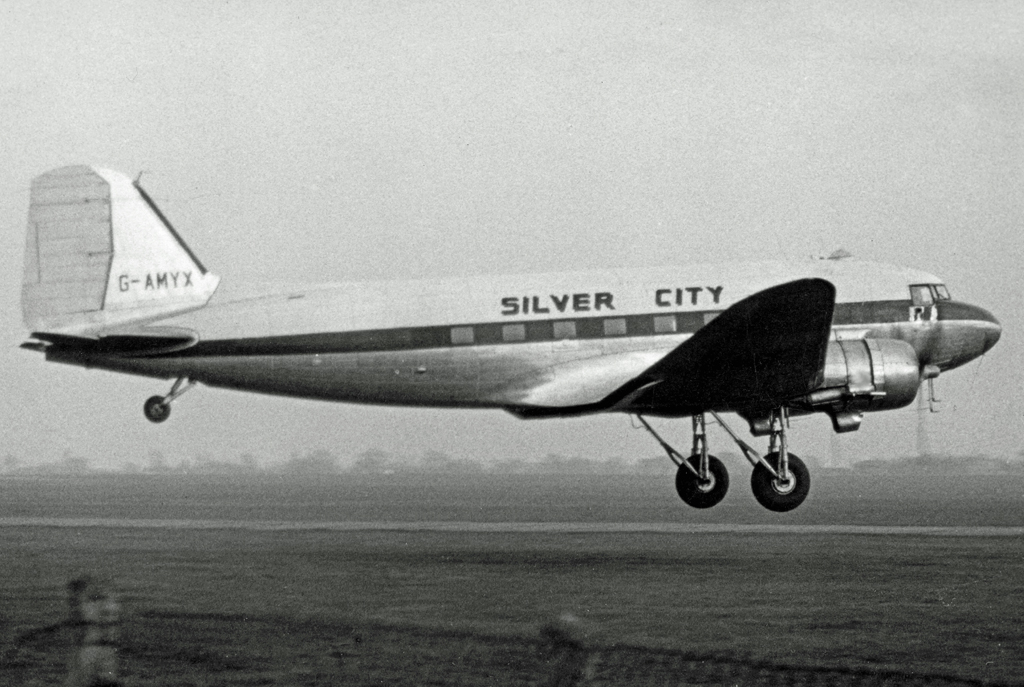
Eine Douglas DC-3 der Silver City Airways

Silver City Airways wurde am 25. November 1946 von dem britischen Bergbauunternehmen Zinc Corporation und weiteren Privatinvestoren als Charterfluggesellschaft gegründet. Ihr Name leitete sich von der als „Silver City“ bezeichneten australischen Ortschaft Broken Hill ab, wo die britische Minengesellschaft Bodenschätze abbaute. Die Eigentümer beauftragten das Unternehmen British Aviation Services, das ursprünglich eine 10%ige Beteiligung an Silver City Airways besaß, mit der Unternehmensleitung sowie mit der Durchführung des operativen Flugbetriebs. Die anfängliche Flotte bestand aus drei Avro Lancastrian und zwei Douglas DC-3, mit denen im Dezember 1946 die Betriebsaufnahme vom Langley Aerodrome in Berkshire erfolgte. Die ersten Charterflüge führten über Johannesburg (Südafrika) nach Sydney (Australien), nach Karatschi (Pakistan) sowie nach Malta. Anfang 1947 wurde der Blackbushe Airport zum neuen Heimatflughafen des Unternehmens.
Nachdem Pakistan seine Unabhängigkeit von Großbritannien erhalten hatte, überführte Silver City Airways im Oktober 1947 eine Douglas C-47 nach Karatschi, die zur Umsiedlung von Hindus nach Indien sowie von Muslimen in Gegenrichtung zum Einsatz kam. Um mehr Personen auf diesen Flügen befördern zu können, mietete die Gesellschaft im selben Jahr eine Bristol 170 langfristig vom Hersteller. Nach Ende der Auftragsdienste in Pakistan wurde die Bristol 170 ab dem 15. Juni 1948 versuchsweise für drei Monate auf Charterbasis zwischen Lympne und Le Touquet (Frankreich) zum Transport von PKW über den Ärmelkanal betrieben. Silver City Airways stationierte das Flugzeug im Oktober 1948 auf dem Fliegerhorst Wunstorf und nahm mit ihm im Auftrag der Royal Air Force an der Berliner Luftbrücke teil. Gleichzeitig nutzte das Unternehmen mehrere Douglas C-47 und eine De Havilland Dove für zivile Charteraufträge.
British Aviation Services (BAS) beteiligte sich Ende 1948 mehrheitlich an der Fluggesellschaft und kaufte sie im Folgejahr vollständig auf. Im Zuge der Übernahme wandelte sich BAS im Juni 1949 zur Holdinggesellschaft Britavia um, als deren Tochterunternehmen Silver City Airways bestehen blieb. Die Gesellschaft bekam am 2. Mai 1949 Linienrechte für die Fährflüge zwischen Lympne und Le Touquet, die sie am 14. Juli 1949 planmäßig aufnahm. Um eine entsprechende Genehmigung seitens der französischen Regierung zu erhalten, hatte man im Februar 1949 eine französische Tochtergesellschaft namens Société Commerciale Aérienne du Littoral (SCAL) gegründet, welche diese Strecke parallel befliegen sollte. Anfangs setzte Silver City Airways zwei Bristol 170 im Plandienst über den Ärmelkanal ein, die jeweils zwei PKW befördern konnten. Eine weitere Bristol 170 wurde vom französischen Tochterunternehmen SCAL betrieben. Die Autofahrer reisten auf den Flügen in einem Passagierabteil mit, das sich im Heck der Maschinen befand. Parallel zum Fährflugbetrieb führte Silver City Airways weiterhin zivile Personen- und Frachttransporte auf Charterbasis durch.

### 1950er Jahre

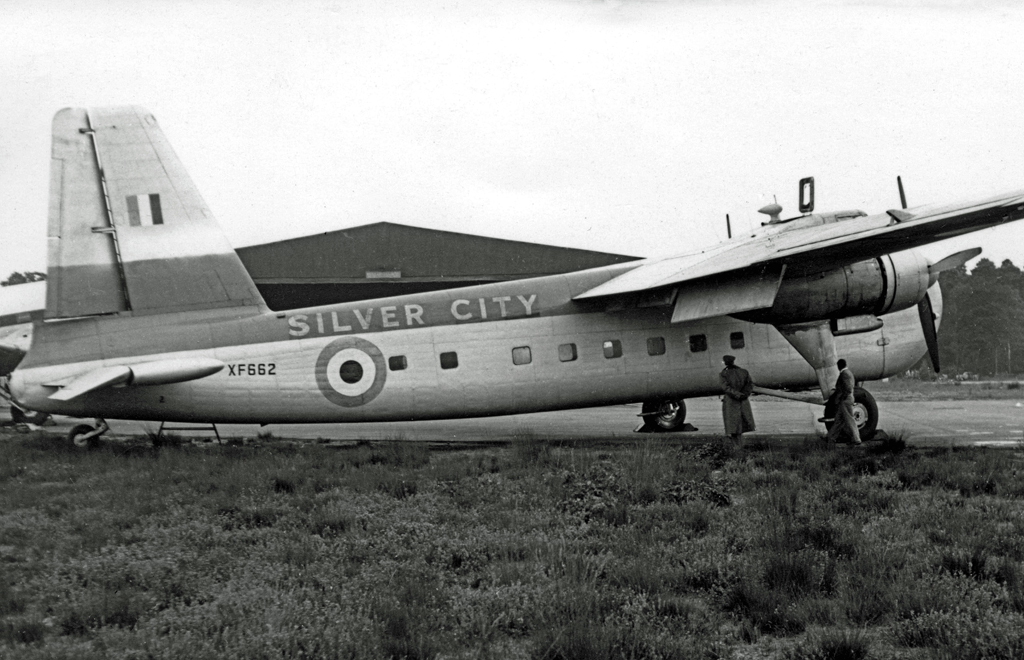
Silver City Airways führte auch Auftragsflüge für die Royal Air Force durch

Im Jahr 1950 beförderte die Gesellschaft rund 3.850 PKW, 1.000 Motorräder und 15.000 Passagiere über den Ärmelkanal. Die Transportleistung stieg im Folgejahr auf 13.000 Fahrzeuge. Zu dieser Zeit betrieb das Unternehmen bis zu sechs Bristol 170 gleichzeitig im Fährverkehr, wobei die einzelnen Maschinen während der Hauptsaison bis zu 42 Flugeinsätze pro Tag absolvierten. Am 9. Dezember 1951 wurde eine zweite Fährverbindung zwischen Southampton und Cherbourg eingerichtet. Im Frühjahr 1952 nahm Silver City Airways auch Fährflüge zwischen Southend und Ostende (Belgien) sowie Passagierflüge zwischen London-Gatwick und Le Touquet auf. Über die Fährflüge hinaus führte die Gesellschaft zahlreiche Charterflüge mit Rennpferden, Zuchtrindern, Schiffsbesatzungen, Maschinen oder Chemikalien durch, unter anderem bis in den Sudan. Bis Anfang 1954 erfolgten regelmäßige Versorgungsflüge von Hamburg-Fuhlsbüttel zum West-Berliner Flughafen Tempelhof, auf denen im Winter 1952/53 für drei Monate das französische Großflugzeug Breguet 763 erprobt wurde. Zudem beteiligte sich die Gesellschaft im selben Jahr an der Gründung der kurzlebigen Libyan Airways, für die sie bis 1953 zwei Bristol 170 zwischen Tripolis und Bengasi sowie an Wochenenden nach Malta einsetzte.
Um mehr Fahrzeuge pro Flug befördern zu können und damit die Betriebskosten zu senken, bestellte Silver City Airways im Jahr 1952 als Erstkunde sechs Maschinen der verlängerten Version Bristol 170 Mk.32, die ab Ende März 1953 ausgeliefert wurden. Die Kapazitäten des Flugplatzes Lympne, der nur eine Graspiste und ein unbefestigtes Vorfeld besaß, reichten zu dieser Zeit nicht mehr aus, so dass sich die Konzernmutter Britavia im Sommer 1953 zum Neubau eines Flughafens nahe der Ortschaft Lydd entschloss. Mit seiner Eröffnung am 13. Juli 1954 wurde der als „Lydd Ferryfield“ bezeichnete Flughafen zum neuen Ausgangspunkt der Fährflüge nach Le Touquet.
Anfang 1954 wurde die komplette Unternehmensgruppe einschließlich Silver City Airways von der im Ärmelkanal-Fährschiffsverkehr tätigen General Steam Navigation Company aufgekauft, die zum britischen Reederei-Konzern P&O gehörte. Infolge der Übernahme entstand die neue Holding British Aviation Services (BAS), als deren Tochterunternehmen Silver City Airways bestehen blieb. Neben Fähr- und Charterflügen führte die Gesellschaft ab 1957 über ein Tochterunternehmen in Libyen auch Auftragsflüge für Mineralölunternehmen durch. Im Februar 1957 kaufte BAS die auf dem Newcastle Airport beheimatete Dragon Airways auf und schloss diese im Folgemonat mit Silver City Airways zusammen, woraus ihre „Northern Division“ entstand. Über diese nichtselbständige Firmensparte bot Silver City Airways von Blackpool und Newcastle ausgehende internationale Linienflüge an, unter anderem nach Amsterdam, Düsseldorf und Hamburg. Ende 1957 ging die BAS-Tochtergesellschaft Lancashire Aircraft Corporation in der „Northern Division“ auf, gefolgt von Manx Airlines im Folgejahr. Die in Lympne ansässige BAS-Tochter Air Kruise wurde 1958 ebenfalls mit Silver City Airways zusammengeschlossen und bildete deren neue Abteilung „Passenger Division“, welche für die Beförderung von Fluggästen zwischen Großbritannien und Frankreich zuständig war. Am 15. Juni 1959 stellte die Charterflugschwester Britavia ihren Betrieb ein, so dass Silver City Airways als letztes Unternehmen der BAS-Gruppe übrig blieb. Die zuvor von Britavia eingesetzten Handley Page Hermes wurden von ihr übernommen und auf dem Manston Airport stationiert, von wo aus sie auf Linienflügen nach Le Touquet sowie auf Charterflügen zum Einsatz kamen, unter anderem bei Truppentransporten auf Strecken nach Deutschland.

### 1960er Jahre

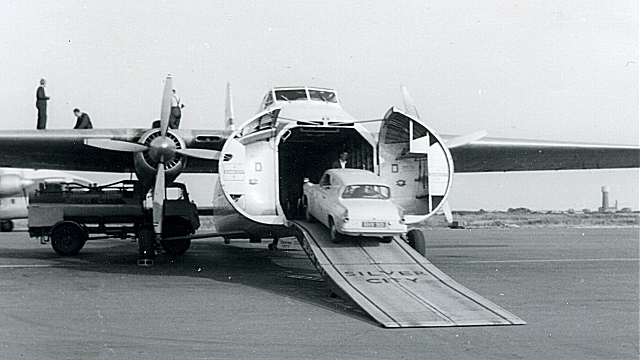
Auf dem Flughafen Lydd wird ein Ford Anglia eingeladen (1960)

Die seit 1949 bestehende Zusammenarbeit mit der im selben Segment tätigen französischen Compagnie Air Transport wurde 1961 durch ein Poolabkommen intensiviert, einschließlich des Austauschs von Flugzeugen, und auch nach Silver City’s Übergang in die British United Air Ferries (BUAF) und späteren Umbenennung in British Air Ferries (BAF) fortgesetzt.
Anfang der 1960er Jahre entschlossen sich die Reederei P&O (Eigentümerin der Holding BAS) und die Fluggesellschaft British United Airways (BUA) zu einer Kooperation. Letztere war Eigentümerin der Channel Air Bridge, die ihre Maschinen ebenfalls zum Transport von Fahrzeugen über den Ärmelkanal einsetzte und dabei mit Silver City Airways konkurrierte. Um die beiden im Fährverkehr tätigen Unternehmen zu fusionieren, gründeten P&O und BUA eine gemeinsame Stammgesellschaft names Air Holdings Limited, in der BAS mitsamt Silver City Airways sowie Channel Air Bridge im Januar 1962 aufgingen. Unter den geänderten Eigentumsverhältnissen setzten Silver City Airways und Channel Air Bridge den Betrieb bis zum Jahresende 1962 unter ihren alten Markenauftritten fort.
Am 1. November 1962 wurde durch einen Zusammenschluss mit Jersey Airlines als neue Tochtergesellschaft die British United (Channel Islands) Airways, abgekürzt BUA (C.I.) gegründet, welche die DC-3-Flotte übernahm. Diese wiederum ging im November 1968 in British United Island Airways (BUIA) und im Juli 1970 in British Island Airways (BIA) auf, um letztlich zum 1. Januar 1980 in der Air UK zu verschwinden.
Zum Jahresbeginn 1963 wurden Silver City Airways und Channel Air Bridge zur Fluggesellschaft British United Air Ferries zusammengeschlossen.

## Flotte

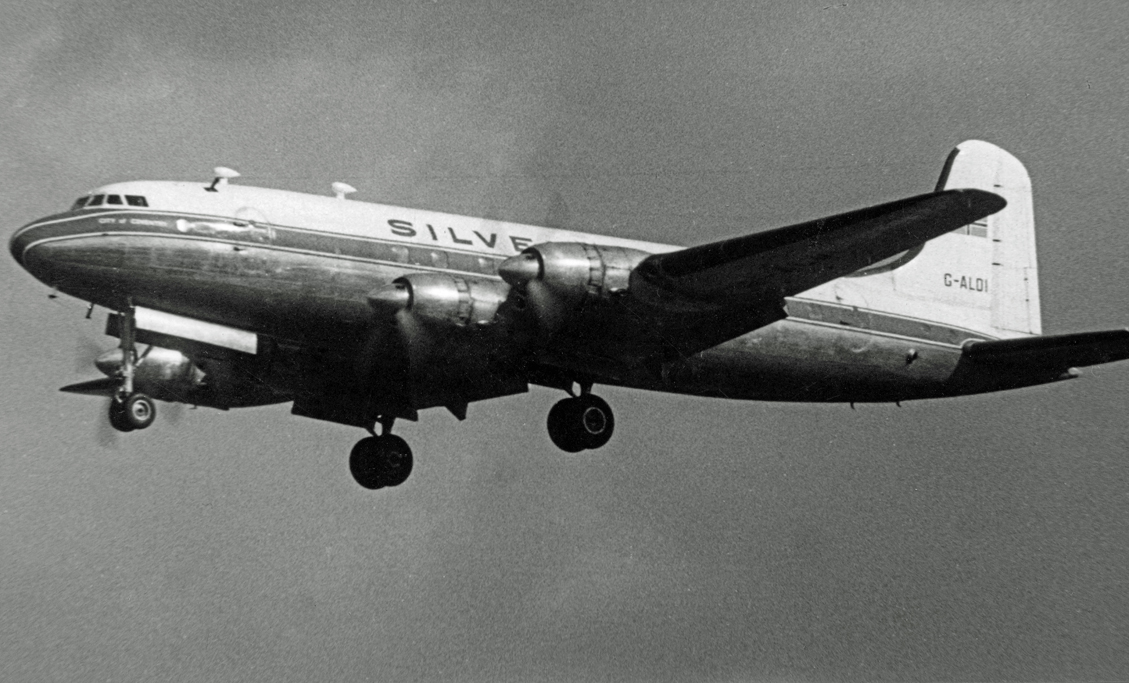
Silver City Airways stellte ihre vier Handley Page Hermes im Oktober 1962 außer Dienst

Silver City Airways setzte im Lauf ihres Bestehens folgende Luftfahrzeuge ein:
| - Airspeed AS 65 Consul - Avro 691 Lancastrian 3 - Breguet 761S Deux-Ponts - Bristol 170 Mk.IIa, Mk.21, Mk.21E, Mk.32 - De Havilland DH.86 Express - De Havilland DH.89 Dragon Rapide - De Havilland DH.90 Dragonfly - De Havilland DH.104 Dove 1 und Dove 2 - De Havilland DH.114 Heron 1B - Douglas DC-2-115B | - Douglas C-47, C-47A, C-47B, C-53D - Douglas C-54B - Handley Page HP81 Hermes 4 - Hurel-Dubois HD.34 - Lockheed L-12A Electra Junior - Lockheed L-18H Lodestar - Percival P34 Proctor 3 - Vickers 708 Viscount - Westland WS-51 Dragonfly |

Im Oktober 1962 bestand die Flotte aus 21 Flugzeugen: zwei Bristol 170 Mk.21, eine Bristol 170 Mk.21E, zehn Bristol 170 Mk.32, eine De Havilland DH104 Dove 1, zwei Douglas C-47B, eine Douglas C-47D und vier Handley Page HP81 Hermes 4.

## Zwischenfälle

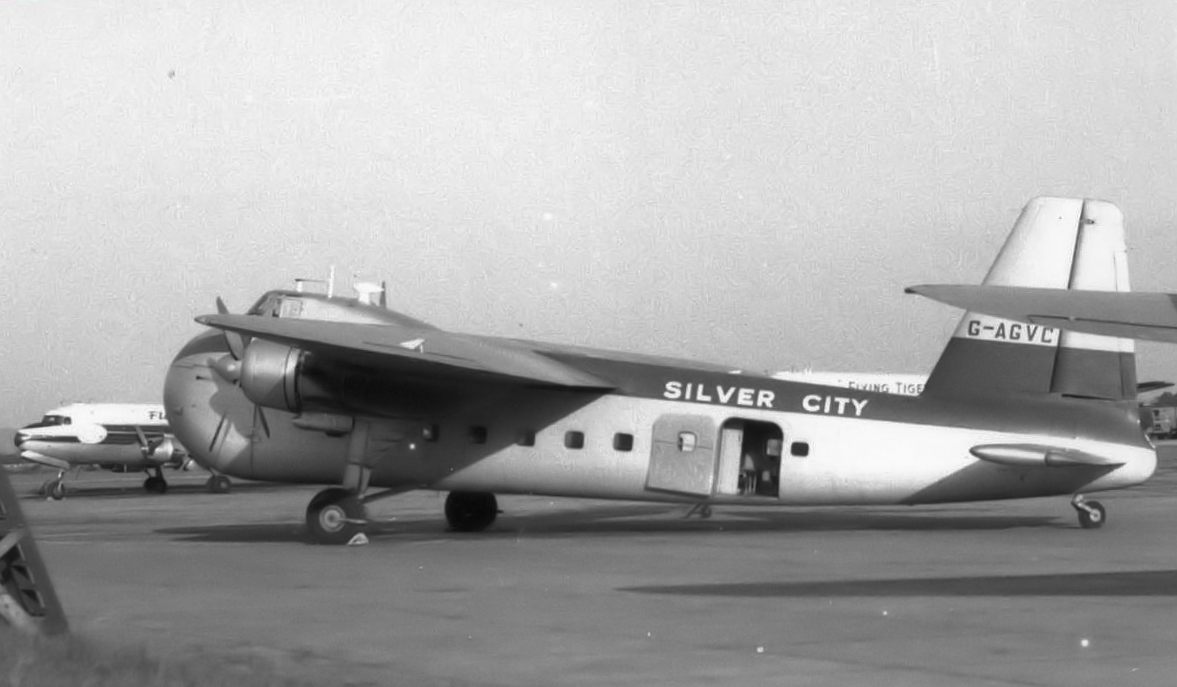
Die 1962 abgeschriebene Bristol 170 Mk.21 (G-AGVC)

- Am 19. Januar 1953 ging auf einer Bristol 170 Mk.21 (Luftfahrzeugkennzeichen G-AICM) der Treibstoff aus. Da eine Landung auf dem Zielflughafen Berlin-Tempelhof wegen Nebels nicht möglich war, kam es zur Bruchlandung in der Nähe. Beide Piloten überlebten den Totalschaden, der auf Grund mangelnder Treibstoffreserven zustande kam.[26][27]

- Am 27. Februar 1958 befand sich eine an die Schwestergesellschaft Manx Airlines vermietete Bristol 170 Mk.21E (G-AICS) der Silver City Airways auf einem Charterflug vom Flughafen Ronaldsway nach Manchester, als es zu einem „controlled flight into terrain“ (CFIT) kam.[28] Da am Radiokompass ein falsches NDB-Funkfeuer gewählt worden war, kam es zu einem Navigationsfehler, der dazu führte, dass die Maschine 35 Kilometer nordnordwestlich des Zielflughafens Manchester in den 450 Meter hohen Winter Hill geflogen wurde. Von den 42 Insassen starben 35; vier Passagiere und alle drei Besatzungsmitglieder überlebten. Dies war der zweitschwerste Unfall einer Bristol 170, gemessen an der Anzahl der Todesopfer.[29][30][31]

- Am 1. November 1961 geriet eine vom Flughafen Cherbourg-Maupertus kommende Bristol 170 Mk.32 (G-ANWL) beim Durchstartversuch am Flughafen Guernsey außer Kontrolle, berührte den Boden mit der rechten Tragfläche und überschlug sich. Der Kontrollverlust war durch ein Versagen der Propellerverstellung des rechten Triebwerks bedingt. Von den zehn Insassen kamen zwei Besatzungsmitglieder um, alle anderen überlebten.[32]

- Am 30. Juni 1962 brach an einer Bristol 170 Mk.21 (G-AGVC) bei der Landung auf dem Flughafen Ronaldsway das Fahrwerk zusammen. Die Maschine wurde irreparabel beschädigt, die Insassen blieb unverletzt.[25][26]